# STS-47
STS−47 — 50-й старт багаторазового транспортного космічного корабля в рамках програми «Спейс Шаттл» і 2-й космічний політ «Індевора», здійснений 12 вересня 1992 року. Екіпаж проводив медико-біологічні дослідження та експерименти з матеріалознавства в умовах мікрогравітації з використанням модуля «Спейслеб-J», який був спільним проєктом НАСА та Національного агентства з освоєння космічного простору Японії (NASDA). Астронавти провели в космосі близько 8 днів і успішно приземлилися на аеродромі КЦ Кеннеді 20 вересня 1992 року.
До складу міжнародного екіпажу входили:
- перший японський астронавт,
- перша афро-американська жінка (Джемісон),
- перша подружня пара, яка літала разом (Лі і Дейвіс).

Спейслаб-J включав 24 матеріалознавчих і 20 медико-біологічних експериментів, з яких 35 були спонсоровані NASDA, 7 — НАСА і 2 — спільно.

## Екіпаж

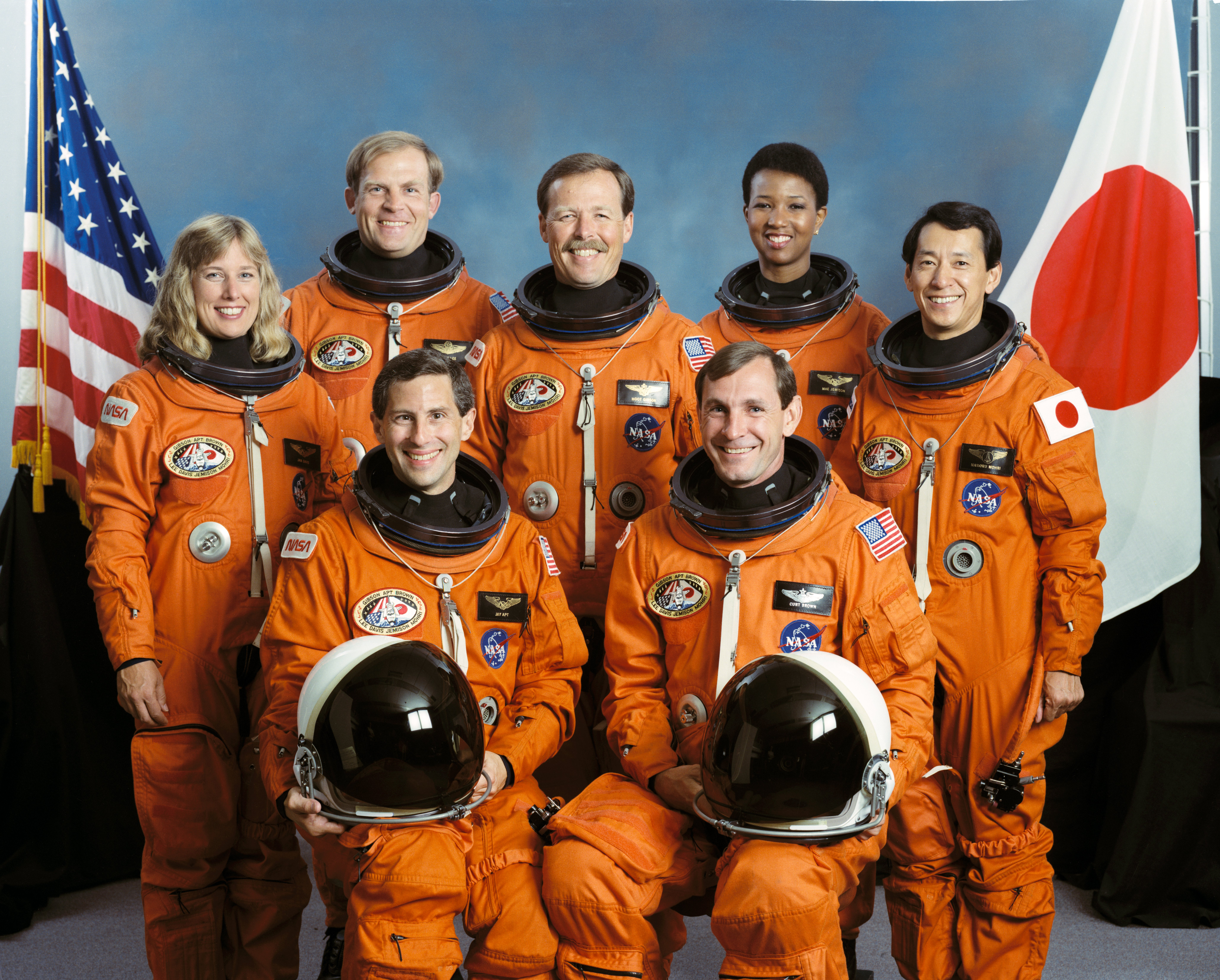
Екіпаж STS-47: Зліва направо — Перший ряд: Епт, Браун; Задній ряд: Дейвіс, Лі, Гібсон, Джемісон, Морі

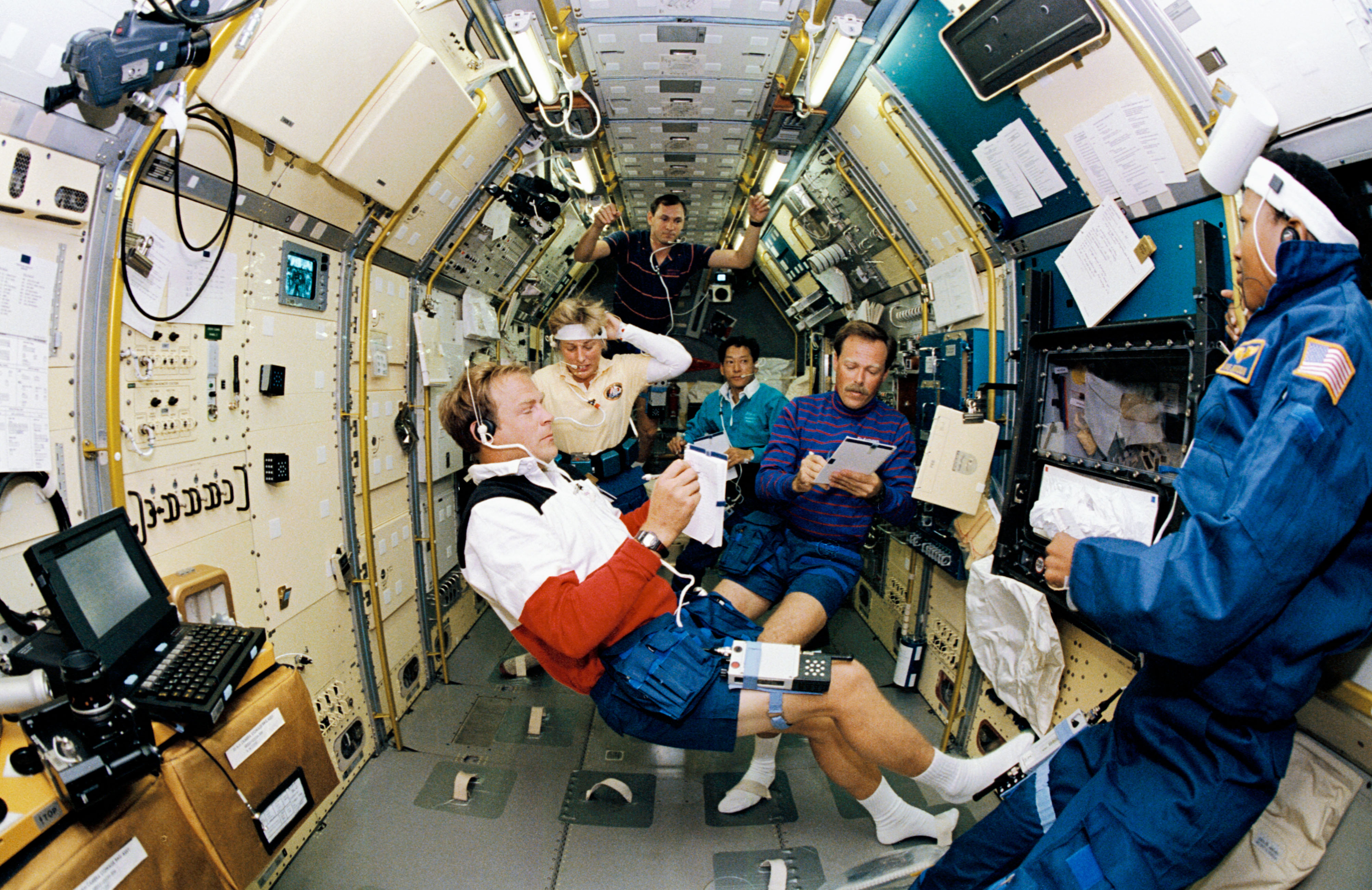
Екіпаж STS-47 в Спейслабі

- (НАСА): Роберт Гібсон (4)[1] — командир.
- (НАСА): Кертіс Браун (1) — пілот;
- (НАСА): Марк Лі (2) — фахівець польоту;
- (НАСА): Джером Епт (2) — фахівець польоту;
- (НАСА): Ненсі Дейвіс (1) — фахівець польоту;
- (НАСА): Мей Джемісон (1) — фахівець польоту;
- (NASDA) : Морі Мамору (1) — фахівець з корисного навантаження.